# Stefan Żółkiewski

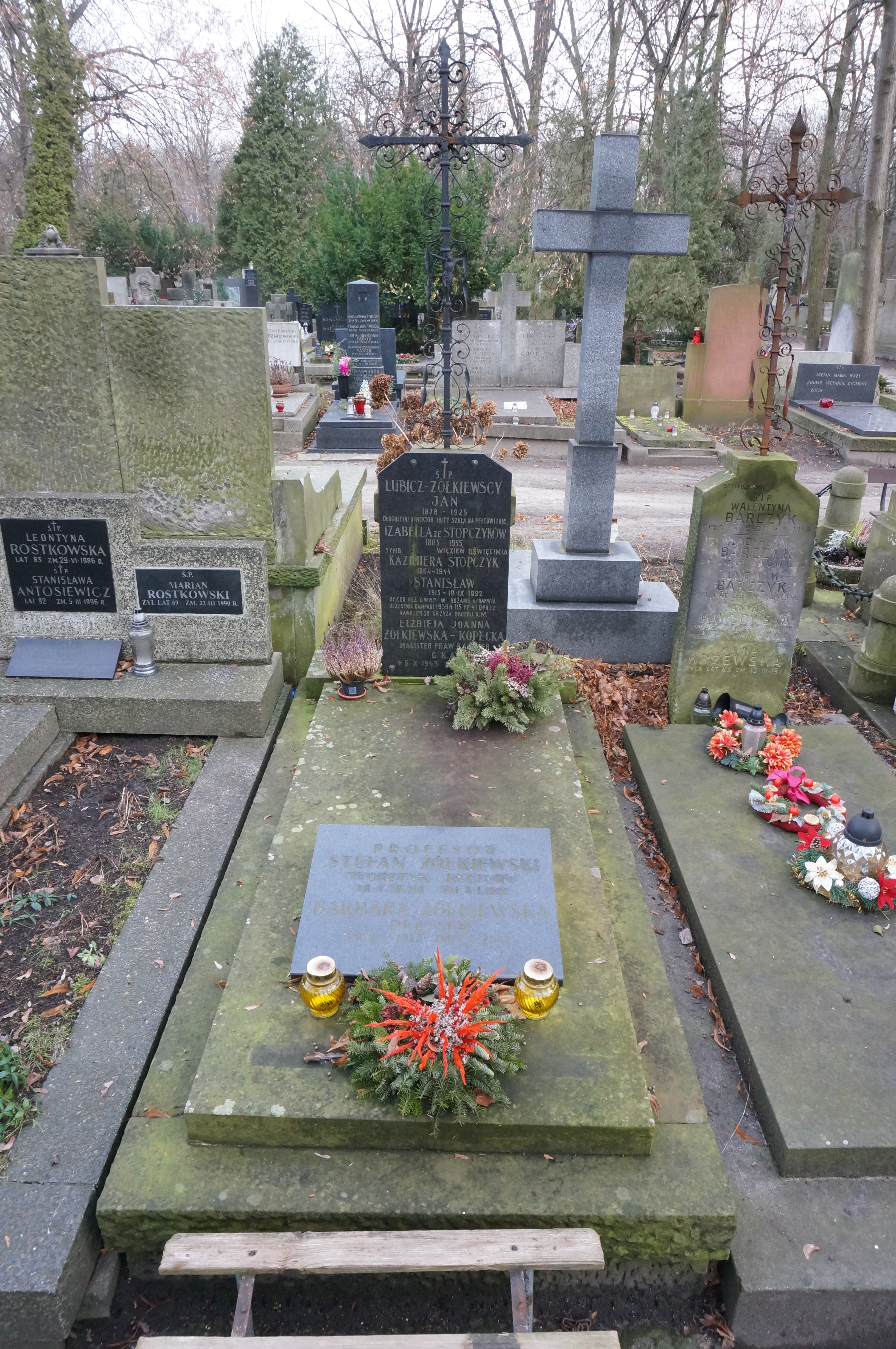
Grób Stefana Żółkiewskiego na cmentarzu Powązkowskim

Stefan Jakub Żółkiewski (ur. 9 grudnia 1911 w Warszawie, zm. 4 stycznia 1991 tamże) – polski krytyk i historyk literatury oraz polityk. Poseł do Krajowej Rady Narodowej, na Sejm Ustawodawczy oraz na Sejm PRL I, II, III i IV kadencji, w latach 1956–1959 minister szkolnictwa wyższego.

## Życiorys
Syn Jana Zachariasza Żółkiewskiego i Izabeli z domu Stopczyk. Ukończył polonistykę na Uniwersytecie Warszawskim w 1934, w 1952 uzyskał stopień doktora filozofii, a w 1954 tytuł profesora zwyczajnego nauk humanistycznych. W latach 1934–1939 uczył w gimnazjum, w trakcie wojny brał udział w konspiracji i tajnym nauczaniu. Był redaktorem naczelnym „Kuźnicy” (1945–1948),
„Polityki” (1957–1958), „Nowej Kultury” (1958–1961) oraz „Kultury i Społeczeństwa” (1959–1968). Pierwszy dyrektor Instytutu Badań Literackich Polskiej Akademii Nauk (1948–1952). Od 1952 był członkiem korespondentem, od 1961 członkiem rzeczywistym PAN, w latach 1953–1955 pełnił funkcję sekretarza naukowego PAN. Od 1960 do 1968 sekretarz Wydziału I Nauk Społecznych PAN. Od 1948 do 1954 zastępca profesora UW, następnie profesor.
W maju 1942 wstąpił do Polskiej Partii Robotniczej, a w grudniu 1948 wraz z nią do Polskiej Zjednoczonej Partii Robotniczej. Zastępca członka Komitetu Centralnego PPR (1945–1948), a następnie do 1954 Komitetu Centralnego PZPR, po czym do 1968 jego członek. Kierował wydziałem oświaty i kultury KC PPR (1947–1948), wydziałem kultury (1948–1949) i wydziałem nauki (1955–1956) KC PZPR, przeprowadzał stalinizację polskiej kultury. Poseł do Krajowej Rady Narodowej, na Sejm Ustawodawczy oraz na Sejm PRL I, II, III i IV kadencji (w II kadencji Sejmu uzyskał mandat w wyborach uzupełniających w 1958); w KRN był przewodniczącym Komisji Kultury i Sztuki, a w Sejmie Ustawodawczym Komisji Oświatowej.
W latach 1956–1959 minister szkolnictwa wyższego, współtwórca polityki kulturalnej państwa oraz autor licznych prac z zakresu krytyki i teorii kultury. Był także członkiem Polskiego Komitetu ds. UNESCO. Po Marcu 1968 usunięty z KC PZPR.
Wygłosił słowa: Chcemy, aby literatura pomagała budować socjalizm w Polsce na Zjeździe Literatów Polskich, w styczniu 1949. W 1948 Stefan Kisielewski na łamach „Tygodnika Powszechnego” nazwał go bezprzykładnym demagogiem i oskarżył o lekceważenie twórczości takich poetów, jak Czesław Miłosz, Julian Tuwim, Julian Przyboś i Konstanty Ildefons Gałczyński. 
20 sierpnia 1980 podpisał apel 64 uczonych, pisarzy i publicystów do władz komunistycznych o podjęcie dialogu ze strajkującymi robotnikami.
Został pochowany na cmentarzu Powązkowskim (kwatera 222-2-26).

## Ordery, odznaczenia i nagrody
- Krzyż Komandorski z Gwiazdą Orderu Odrodzenia Polski
- Order Krzyża Grunwaldu II klasy
- Order Sztandaru Pracy II klasy (22 lipca 1949)[6][7]
- Złoty Krzyż Zasługi (8 maja 1946)[8]
- Medal za Warszawę 1939–1945 (17 stycznia 1946)[9]
- Medal 40-lecia Polski Ludowej (1985)[10]
- Medal Komisji Edukacji Narodowej (1967)[11]
- Złota odznaka honorowa „Za Zasługi dla Warszawy” (1964)[12]
- Medal im. Mikołaja Kopernika Polskiej Akademii Nauk (1986)[13]
- Pamiątkowy Medal z okazji 40. rocznicy powstania Krajowej Rady Narodowej (1983)[14]
- Order Świętego Skarbu (Japonia)[15]
- Nagroda państwowa II stopnia (1953)[16]
- Nagroda państwowa II stopnia (22 lipca 1964 z okazji 20-lecia Polski Ludowej)[17]
- Nagroda „Życia Literackiego” w dziedzinie krytyki i eseistyki literackiej (1980)[18]
- Nagroda „Miesięcznika Literackiego” (1984) za książkę Cetno i licho. Szkice 1938–1980[19]

## Prace naukowe
- Zagadnienia stylu. Szkice o kulturze współczesnej (Warszawa 1965).